# Loutre Township (Audrain County, Missouri)
Die Loutre Township ist eine von acht Townships im Audrain County im mittleren Nordosten des US-amerikanischen Bundesstaates Missouri. Das U.S. Census Bureau hat bei der Volkszählung 2020 eine Einwohnerzahl von 813 ermittelt.

## Geografie
Die Loutre Township liegt rund 60 km nördlich des Missouri River und rund 80 km westlich des Mississippi, der die Grenze zu Illinois bildet.
Die Loutre Township liegt auf 39° 7′ N, 91° 42′ W und erstreckt sich über 145,45 km², die sich auf 144,92 km² Land- und 0,53 km² Wasserfläche verteilen. 
Die Loutre Township liegt im Süden des Audrain County und grenzt östlich an das Montgomery County und südlich an das Callaway County. Innerhalb des Audrain County grenzt die Loutre Township im Westen an die South Fork Township sowie im Norden an die Linn Township.

## Verkehr
Durch den Norden und Osten der verläuft die Missouri State Route 19. Bei allen weiteren Straßen innerhalb der Township handelt es sich um untergeordnete und zum Teil unbefestigte Fahrwege.
Durch die Loutre Township verläuft eine Eisenbahnlinie der Norfolk Southern Railway, die von St. Louis nach Kansas City führt.
Mit dem Mexico Memorial Airport befindet sich direkt am nordwestlichen Rand der Loutre Township ein kleiner Flugplatz. Der nächstgelegene größere Flughafen ist der rund 140 km südöstlich gelegene Lambert-Saint Louis International Airport.

## Demografische Daten
Nach der Volkszählung im Jahr 2010 lebten in der Loutre Township 824 Menschen in 357 Haushalten. Die Bevölkerungsdichte betrug 5,7 Einwohner pro Quadratkilometer. In den 357 Haushalten lebten statistisch je 2,31 Personen. 
Ethnisch betrachtet setzte sich die Bevölkerung zusammen aus 98,7 Prozent Weißen, 0,4 Prozent Afroamerikanern, 0,1 Prozent (eine Person) Asiaten sowie 0,2 Prozent aus anderen ethnischen Gruppen; 0,5 Prozent stammten von zwei oder mehr Ethnien ab. Unabhängig von der ethnischen Zugehörigkeit waren 0,7 Prozent der Bevölkerung spanischer oder lateinamerikanischer Abstammung. 
19,5 Prozent der Bevölkerung waren unter 18 Jahre alt, 58,9 Prozent waren zwischen 18 und 64 und 21,6 Prozent waren 65 Jahre oder älter. 48,1 Prozent der Bevölkerung war weiblich.
Das mittlere jährliche Einkommen eines Haushalts lag bei 44.135 USD. Das Pro-Kopf-Einkommen betrug 21.976 USD. 7,7 Prozent der Einwohner lebten unterhalb der Armutsgrenze.

## Ortschaften
Die Bevölkerung der Loutre Township lebt neben Streubesiedlung in folgenden Siedlungen:
- Martinsburg (Town)
- Benton City (Village)